# Manuc Bey

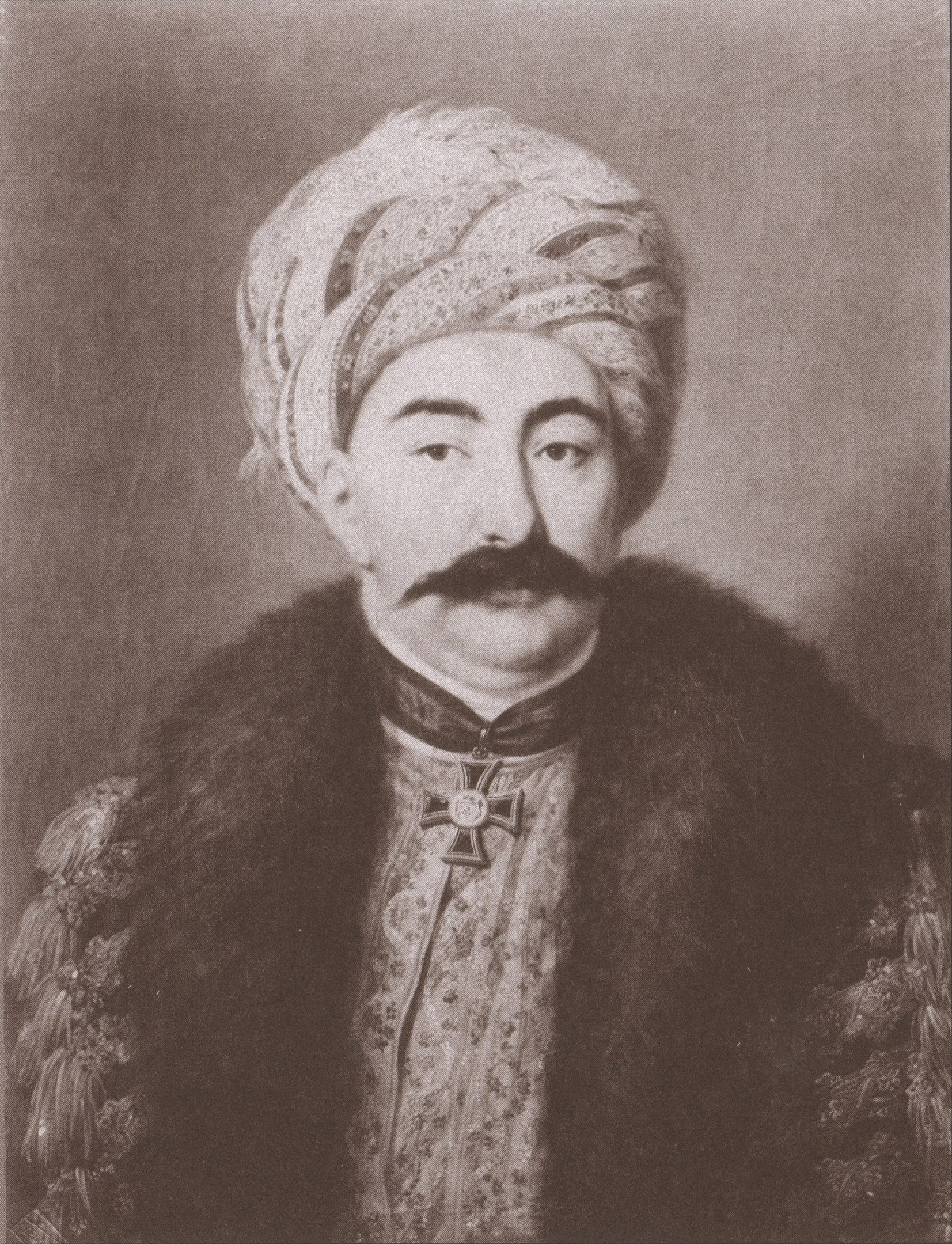
Manuc Bey

Manuc Bey (geboren als armenisch Մանուկ Մարտիրոսի Միրզայան Emanuel Mârzayan, rumänisch Manuc Mârzaian; * 1769 in Russe, Eyâlet Silistra, Osmanisches Reich; † 20. Juni 1817 in Hîncești, Bessarabien, Russisches Kaiserreich) war ein armenischer Händler, Diplomat und Gastwirt. Er erhielt zur Zeit Sultan Mustafas IV. die Titel Dragoman und Bey.

## Herkunft und Leben

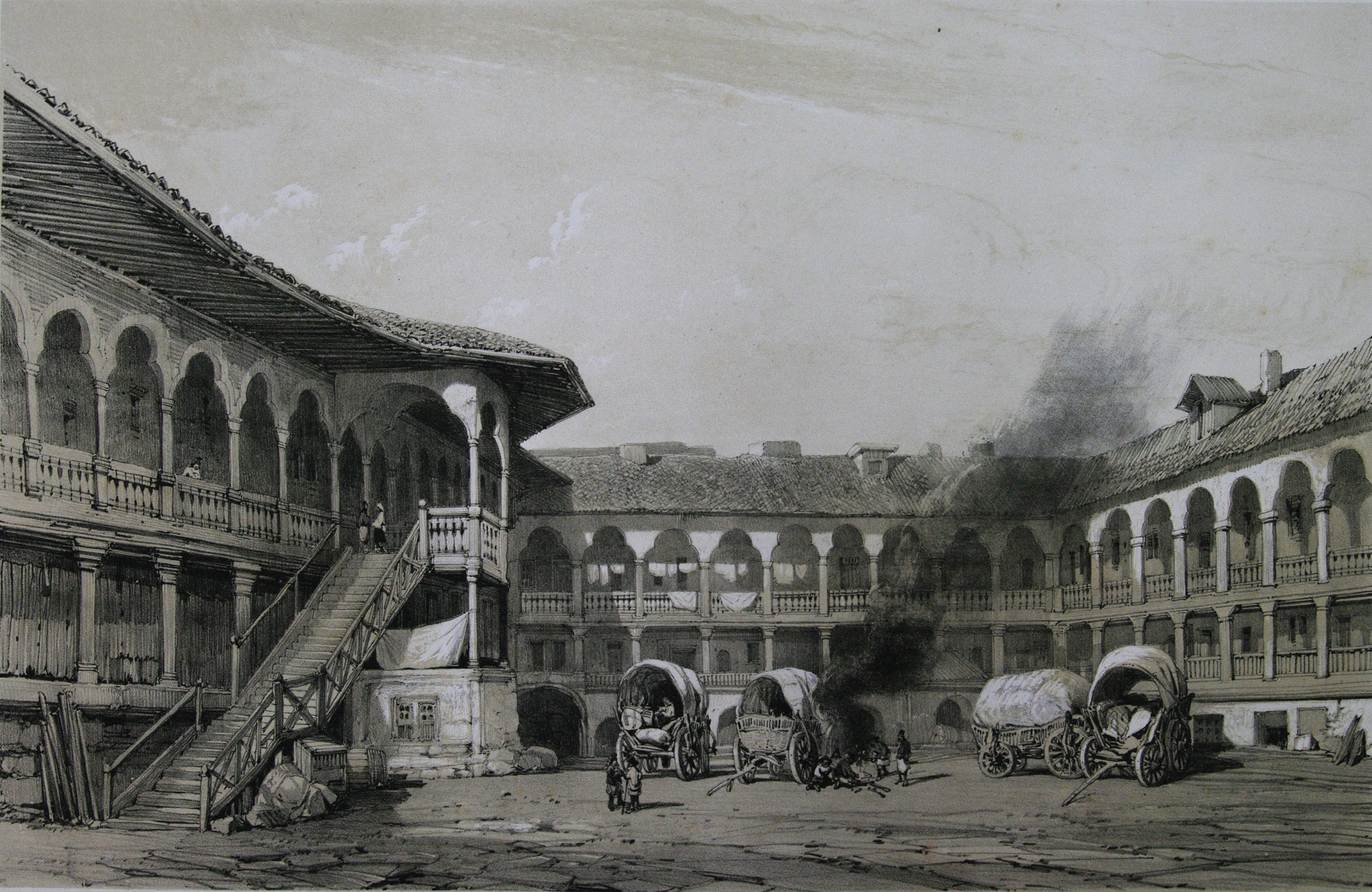
Hanul Manuc (Bukarest, 1841)

Manuc wurde in Rusçuk (heute Russe, Bulgarien) geboren. Als Getreidehändler sammelte er beträchtlichen Reichtum und galt damals als der reichste Mann auf dem Balkan. 1803 wurde ihm von Konstantin Ypsilantis der Bojaren-Rang eines Mundschenks verliehen.
1808 wollte der osmanische General Alemdar Mustafa Pascha den einflussreichen Manuc auf den moldauischen Thron befördern, wurde aber durch seinen eigenen Sturz letztlich daran gehindert. Manuc musste darauf aus Konstantinopel fliehen, um einer Hinrichtung zu entgehen. Er ließ sich in Bukarest nieder (nach einer kurzen Zeit der Zuflucht in Siebenbürgen) und eröffnete das Gasthaus und Karawanserei Hanul Manuc. Später vererbte er das Gewerbe seinem ältesten Sohn, Ioan-Murat mit folgender Klausel: „Es ist die Pflicht des Eigentümers, sich sowohl gegenüber den kurzzeitigen Gästen als auch gegenüber den Jahresmietern der Karawanserei mit aller gebotenen Dankbarkeit und Achtung zu verhalten, damit der Ruf des Gasthauses dadurch nicht getrübt wird.“ Mit der Zeit erwarb er auch Ländereien in Bessarabien, in der Nähe von Hîncești und Reni, und sollte der wichtigste Geldgeber der Familie Ypsilantis bleiben, indem er der Staatskasse insgesamt 160.000 Taler verlieh.

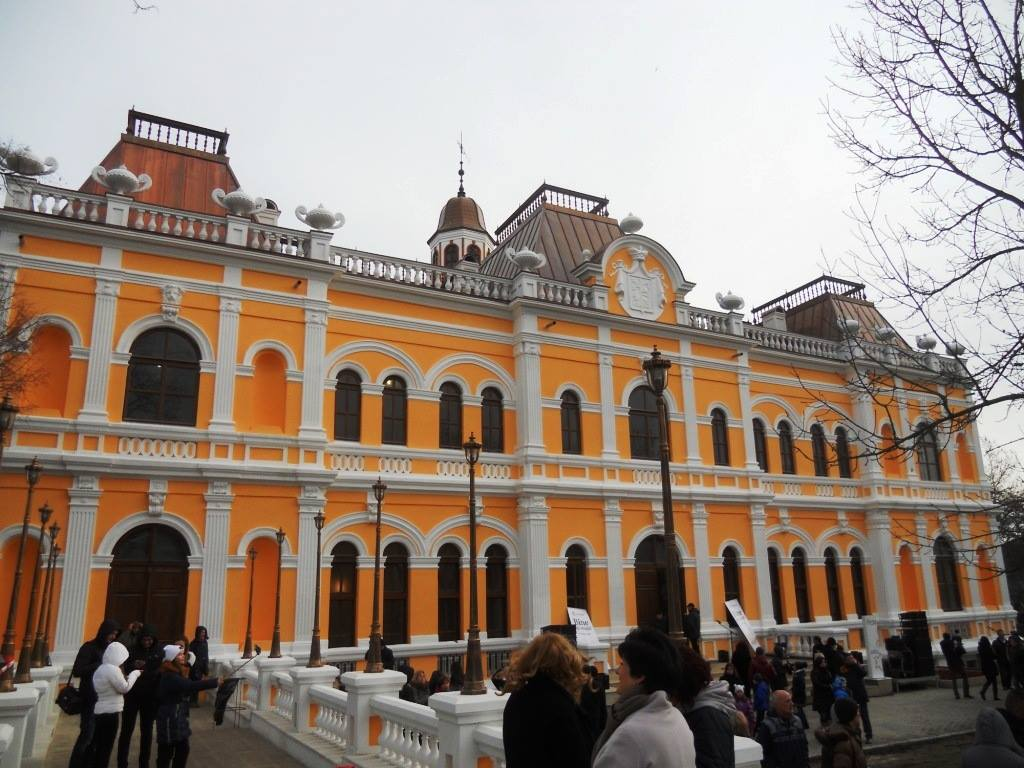
Manuc Beys Herrenhaus in Hîncești

Während des Russisch-Türkischen Krieges von 1806–1812 wirkte Manuc 1809 vermittelnd zwischen der russischen Armee von Michail Andrejewitsch Miloradowitsch und einer rebellischen osmanischen Garnison in Giurgiu. Als russischer Diplomat nahm Manuc an den Verhandlungen über den Vertrag von Bukarest von 1812 zwischen dem russischen und dem osmanischen Reich teil, die in seinem Gasthaus in Bukarest stattfanden.
Gegen Ende seines Lebens zog er sich auf sein Gut Hîncești zurück, wo sein Sohn später ein Herrenhaus baute.

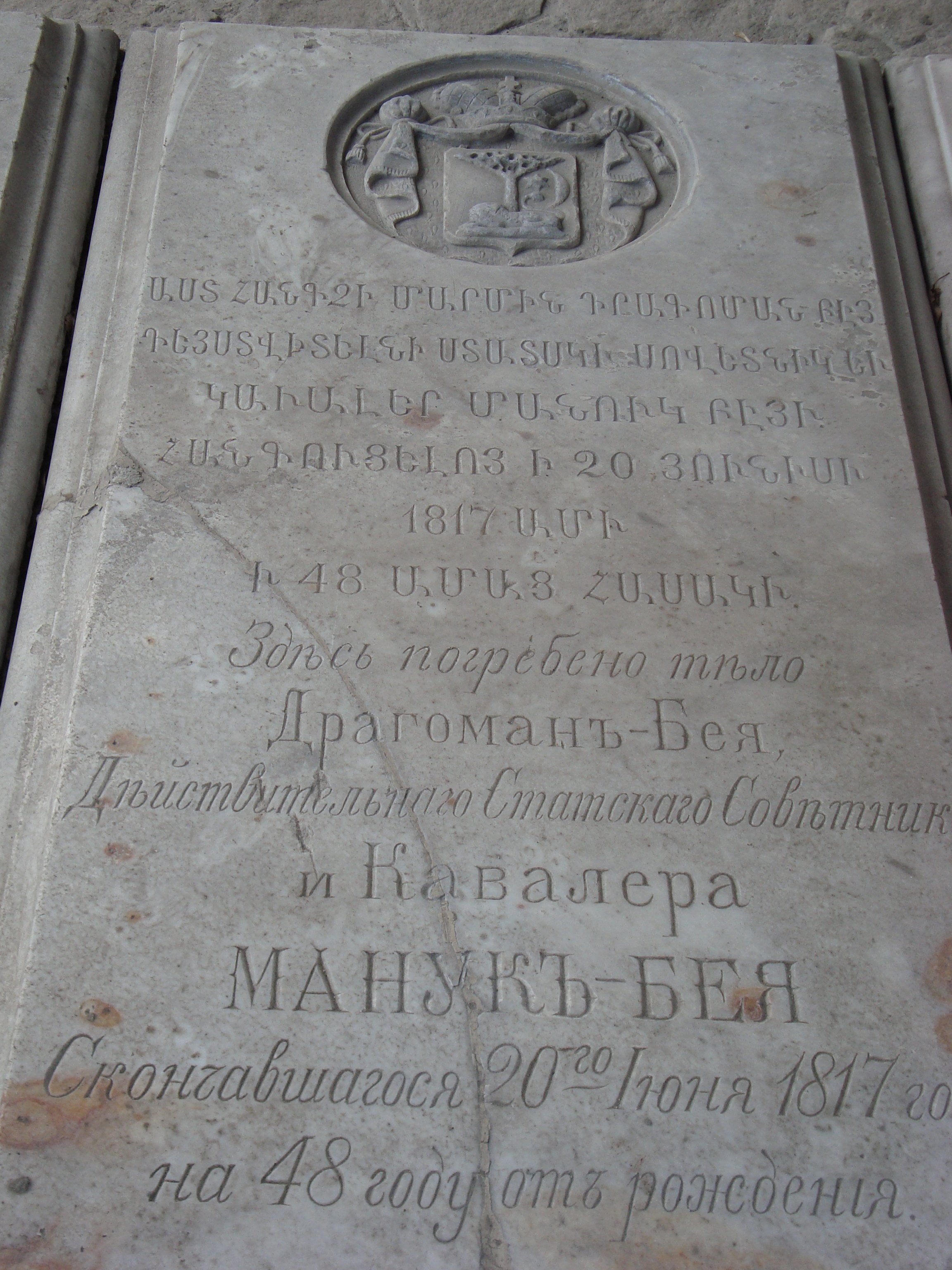
Grabstein in der armenischen Kirche von Chişinău

Manuc starb 1817 in Folge eines Sturzes von seinem Pferd und wurde in der armenischen Kirche in Chişinău begraben. Während der Sowjetzeit wurden die Katakomben der Kirche aufgrund eines Gerüchts, Manuc hätte dort sein Vermögen versteckt, geplündert.